# Ószadova

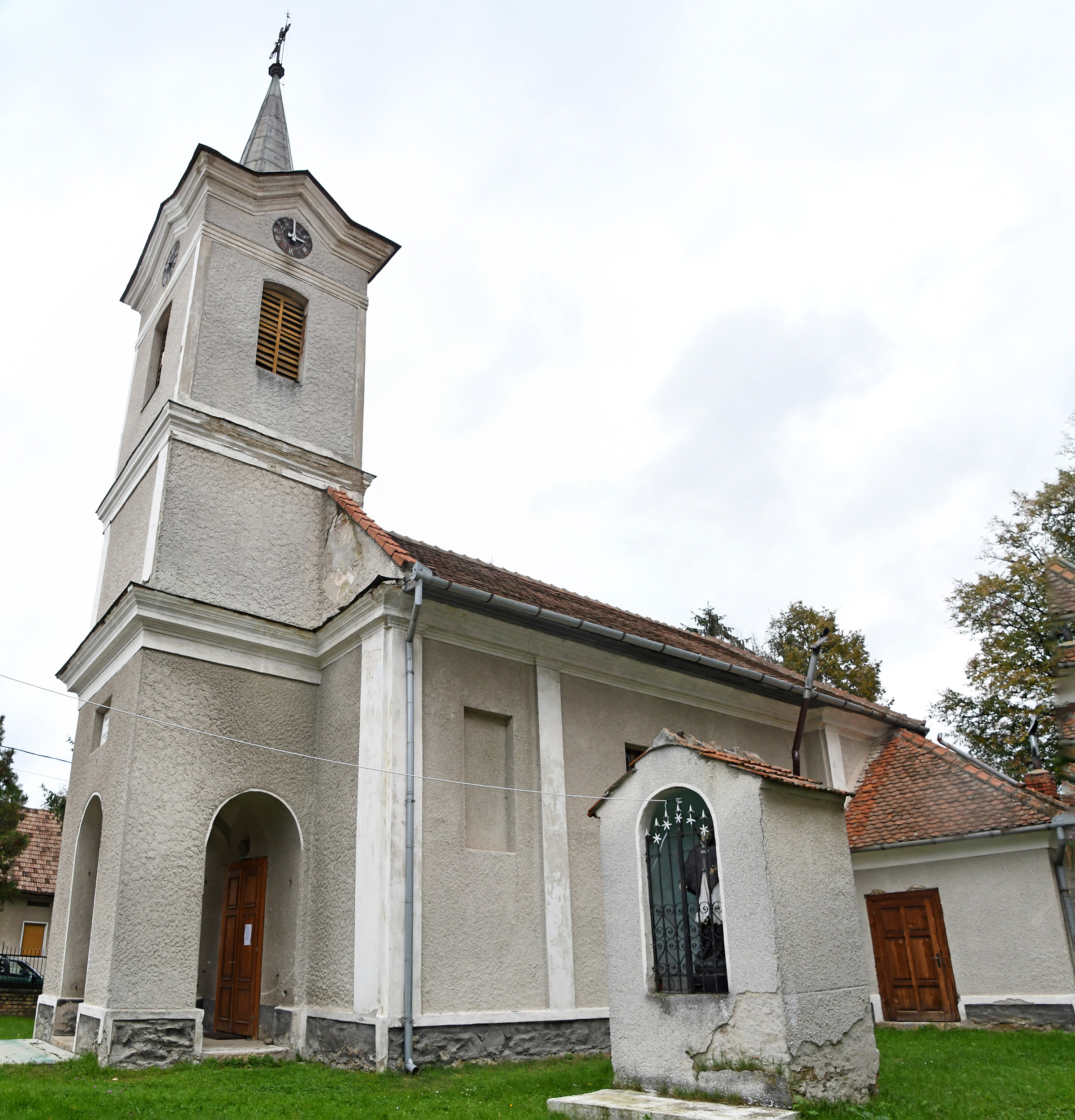
Római katolikus templom

Ószadova, 1911-től 1918-ig Ószagyva (románul: Sadova Veche, németül: Altsadowa) falu Romániában, a Bánátban, Krassó-Szörény megyében.

## Fekvése
Karánsebestől 21 km-re dél–délkeletre, a Temes bal partján, az E70-es főút mentén fekszik.

## Nevének eredete
Neve az ősszláv *sadja 'korom' szóból származik és rokon a Zagyva folyó nevével. Patakjáról kapta és annak sötét színére utalt. Első említései: Zadwa (1467), Also-Zadwa (1513), Zadowa (1576). A helységnévrendezés idején nevét a község fellebbezése ellenére változtatták meg.

## Története
1603-ban a Fiáth család és Bakócziné három-három, Flore Miklós és Gerlistyei György egy-egy porta után adóztak.
Egy rácnak mondott lakója, bizonyos Rovin János saját vallomása szerint 1552-ben született, tehát halálakor, 1724-ben 172 éves lett volna. A krasznahorkai várban őriznek róla egy festményt. A hosszú élet titkaként a bőségesen fogyasztott tejet és a hamu alatt sütött kukoricapogácsát nevezte meg.
1775-ben az Oláh–Illír Határőrezred szlatinai századához sorolták.
1790 után költöztették mai helyére a Szadova-patak mellől, a Paroza-hegy nyugati lejtőjéről.
1833-ban csehországi németek települtek be, de többségük nemsokára Temesőrre és Wolfsbergre költözött tovább. Negyven német család maradt itt véglegesen. Román lakói ekkor áttelepültek Újszadovára.
1873-ban Szörény vármegyéhez csatolták, majd 1880-tól 1926-ig Krassó-Szörény vármegyéhez tartozott.

## Népessége
- 1900-ban 589 lakosából 542 volt német, 20 román és 15 cigány anyanyelvű; 561 római katolikus és 15 ortodox vallású.
- 2002-ben 301 lakosából 229 volt a román és 70 a német nemzetiségű; 173 ortodox, 97 római katolikus és 25 baptista vallású.

## Külső hivatkozások
- A faluból elszármazott németek honlapja (németül)
- Fotó a falu római katolikus templomáról
- Több fotó a templomról és orgonájáról (németül)